# Coccyzus

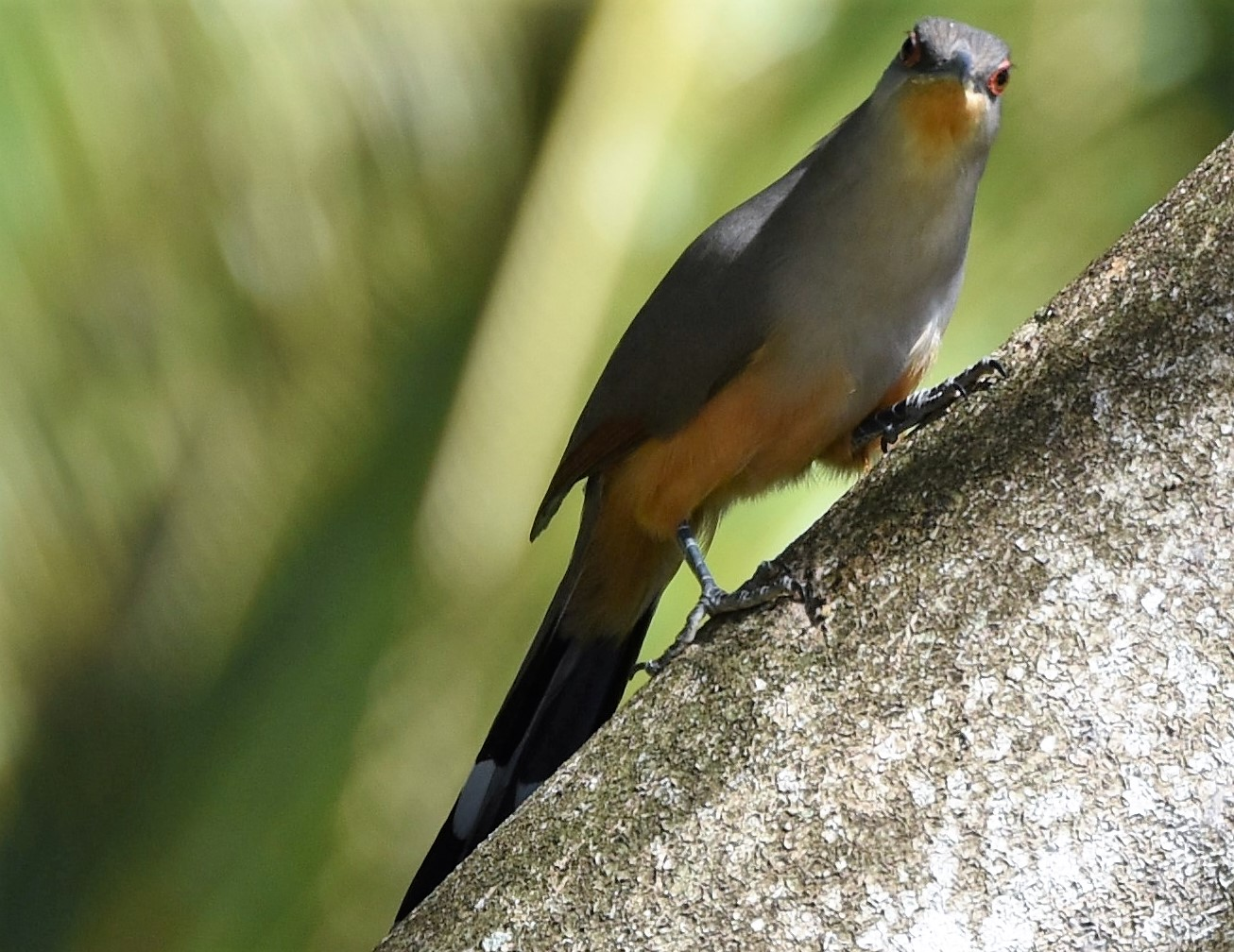
Haitikuckuck (Coccyzus longirostris longirostris) in Punta Cana, Dominikanische Republik

Coccyzus ist eine Gattung der Unterfamilie der Cozzyzinae in der Familie der Kuckucke.

## Verbreitung und Merkmale
Vertreter der Gattung Coccyzus sind in Amerika verbreitet. Sie besitzen einen schlanken Körper und lange Schwänze, viele mit schwarzweißem Unterschwanzmuster. Sie kommen in einer Vielzahl von (Mangroven-)Wäldern vor.
Coccyzus, anders als viele Arten der Alten Welt, bauen ihre eigenen Nester in Bäumen, meist auf kleineren Bäumen oder den tieferen Ästen größerer Bäume.
Eier sind meist bläulichweiß bis hellgrünlich gefärbt, mit gelben oder weißen Wolken; Durchmesser 2–3 cm. Eier von Coccyzus einereus sind weiß.
Die nördlichen Arten Gelbschnabelkuckuck und Schwarzschnabelkuckuck legen gelegentlich Eier in die Nester anderer Vögel, sind aber keine obligaten Brutparasiten wie der Gemeine Kuckuck aus Eurasien. Diese Kuckucke sind volle Zugvögel und überwintern in Mittel- oder Südamerika. Während ihres Zuges gelangen sie als Irrgast gelegentlich auch nach Westeuropa, dagegen sind die tropischen Coccyzus-Arten überwiegend Standvögel.

## Systematik
Die Gattung umfasst derzeit 13 Arten. Durch die American Ornithologists’ Union wurden 2006 die 4 Arten der Gattung Saurothera und 2 Arten der Hyetornis mit Coccyzus zusammengelegt. Die deutschen Namen folgen Avibase.
- Gelbschnabelkuckuck (Coccyzus americanus)
- Schwarzschnabelkuckuck (Coccyzus erythropthalmus)
- Perlbrustkuckuck (Coccyzus euleri)
- Cocoskuckuck (Coccyzus ferrugineus)
- Lansbergkuckuck (Coccyzus lansbergi)
- Haitikuckuck (Coccyzus longirostris)
- Kleiner Mangrovenkuckuck (Coccyzus melacoryphus)
- Eidechsenkuckuck (Coccyzus merlini)
- Mangrovenkuckuck (Coccyzus minor)
- Regenkuckuck (Coccyzus pluvialis)
- Dominikanerkuckuck (Coccyzus rufigularis)
- Jamaikakuckuck (Coccyzus vetula)
- Puerto-Rico-Kuckuck (Coccyzus vieilloti)